# Greatest Hits (The Supremes)
Greatest Hits è una raccolta di tutti i successi ed i principali brani musicali registrati dalle The Supremes dal 1963 al 1967, e pubblicato nel 1967 dalla Motown Records. È il primo album pubblicato dal gruppo con il nome Diana Ross & The Supremes.

## Tracce

### LP 1

#### Lato A
1. When the Lovelight Starts Shining Through His Eyes a –
2. Where Did Our Love Go a –
3. Ask Any Girl a, b –
4. Baby Love a  – 2:37
5. Run, Run, Run a –

#### Lato B
1. Stop! In the Name of Love b –
2. Back in My Arms Again b –
3. Come See About Me a – 2:42
4. Nothing But Heartaches b –
5. Everything is Good About You (James Dean, Edward Holland, Jr.) c –

### LP 2

#### Lato C
1. I Hear a Symphony c – 2:38
2. Love Is Here and Now You're Gone e – 2:46
3. My World is Empty Without You c – 2:33
4. Whisper You Love Me Boy b – 2:40
5. The Happening (Holland-Dozier-Holland, Frank DeVol) – 2:49

#### Lato D
1. You Keep Me Hangin' On e – 2:40
2. You Can't Hurry Love d – 2:45
3. Standing at the Crossroads of Love a – 2:27
4. Love is Like an Itching in My Heart d – 2:55
5. There's No Stopping Us Now e – 2:55

Riferimenti agli album
- a from Where Did Our Love Go (1964)
- b from More Hits by the Supremes (1965)
- c from I Hear a Symphony (1966)
- d from The Supremes A' Go-Go (1966):
- e from The Supremes Sing Holland-Dozier-Holland (1967)

## Singoli
- The Happening/All I Know About You (Motown 1107, 1967)

## Classifiche
L'album raggiunge la prima posizione nella Billboard 200 per cinque settimane e nella Official Albums Chart per tre settimane.
| Classifica(1967)                | Posizione più alta |
| U.S. Billboard 200              | 1                  |
| U.S. Billboard R&B Albums Chart | 1                  |
| Official Albums Chart           | 1                  |